# Romeo and Juliet
Romeo and Juliet – ballada rockowa zespołu Dire Straits autorstwa Marka Knopflera, pochodząca z albumu Making Movies. Utwór wydany został na singlu w roku 1980. Na angielskiej liście przebojów dotarł do miejsca 8. (podobnie jak debiutancki singel zespołu, „Sultans of Swing”).
Utwór jest opowieścią o utraconej miłości. Bezpośrednią inspiracją tej piosenki był prawdopodobnie romans Marka Knopflera z angielską piosenkarką Holly Vincent.
W oryginale utwór grany jest przy strojeniu open-G.

## Wersje innych wykonawców
Cover utworu był nagrany przez artystów takich jak Stuart Moffat, Indigo Girls, Cliff Eberhardt, Edwin McCain i The Killers.